# Stigmatopteris opaca
Stigmatopteris opaca là một loài thực vật có mạch trong họ Dryopteridaceae. Loài này được (Baker) C. Chr. miêu tả khoa học đầu tiên năm 1913.